# Filippo Valenti
Filippo Valenti (Modena, 1919 – Modena, 1º giugno 2007) è stato un archivista, paleografo, diplomatista e storico delle istituzioni italiano.

## Biografia
Nato a Modena, a partire dal secondo dopoguerra collaborò con Giorgio Cencetti all'Università di Bologna, diventando poi nel 1960 direttore dell'Archivio di Stato di Modena dove, oltre a risistemare e inventariare l'Archivio Segreto Estense, insegnò diplomatica. Attivo anche presso le omonime scuole presso gli Archivi di Parma e di Mantova, Valenti si distinse nel campo dell'archivistica e della paleografia, contribuendo al dibattito e alla ricerca in seno a queste due discipline in special modo a partire dagli anni '70. Ritiratosi in pensione nel 1985, morì il 1º giugno 2007 nella sua città natale.

## Attività accademica

### Il concetto di archivio
Filippo Valenti, quale archivista, formulò la divisione tra l'archivio quale insieme delle unità archivistiche prodotte da un soggetto produttore (archivio in senso proprio) dall'archivio inteso quale ambiente fisico dove vengono conservati i documenti quali gli Archivio di Stato, ovvero gli archivi in senso lato, secondo la stessa definizione di archivio data da Valenti:
(Valenti, Nozioni di base per un'archivistica come euristica delle fonti documentarie, pp. 151-152)